# Atletisme als Jocs Olímpics d'Estiu de 1900 - 800 metres masculins
La prova dels 800 metres masculins va ser una de les proves d'atletisme que es va dur a terme als Jocs Olímpics de París de 1900. La prova es va córrer el 14 i 16 de juliol de 1900 i hi prengueren part divuit atletes representants de set països. Les curses tenien lloc en una pista de 500 m de circumferència.

## Medallistes
| Or           | Plata       | Bronze     |
| Alfred Tysoe | John Cregan | David Hall |

## Rècords
Aquests eren els rècords del món i olímpic que hi havia abans de la celebració dels Jocs Olímpics de 1900.
| Rècord del Món | 1' 53,4" (*) | Charles Kilpatrick | Nova York (USA) | 21 de setembre de 1895 |
| Rècord Olímpic | 2' 10,0"     | Teddy Flack        | Atenes (GRE)    | 6 d'abril de 1896 (CG) |

(*) no oficial 880 iardes (= 804,68 m)
A la primera sèrie de la primera ronda David Hall estableix un nou rècord olímpics amb un temps d'1' 59,0".

## Resultats

### Primera ronda
La primera ronda va estar formada per tres sèries. Els dos primers de cada una d'elles passa a la final.
Sèrie 1
| Posició | Atleta                | Temps       |
| ------- | --------------------- | ----------- |
| 1       | David Hall            | 1' 59,0" OR |
| 2       | Alfred Tysoe          | desconegut  |
| 3       | Howard Hayes          | desconegut  |
| 4       | Maurice Salomez       | desconegut  |
| 5       | Christian Christensen | desconegut  |
| 6-7     | Walter Drumheller     | desconegut  |
| 6-7     | Alexander Grant       | desconegut  |

El favorit de la sèrie era Tysoe, el qual es veu superat per Hall, que estableix un nou rècord olímpic.
Sèrie 2
| Posició | Atleta           | Temps      |
| ------- | ---------------- | ---------- |
| 1       | Henri Deloge     | 2' 00,6"   |
| 2       | Zoltán Speidl    | desconegut |
| 3       | Justus Scrafford | desconegut |
| 4-6     | Emilio Banfi     | desconegut |
| 4-6     | Edward Bushnell  | desconegut |
| 4-6     | Harrison Smith   | desconegut |

Deloge supera per quasi tres metres a Spiedl.
Sèrie 3
| Posició | Atleta          | Temps      |
| ------- | --------------- | ---------- |
| 1       | John Cregan     | 2' 03,0"   |
| 2       | John Bray       | desconegut |
| 3       | Harvey Lord     | desconegut |
| 4-5     | Edward Mechling | desconegut |
| 4-5     | Ondřej Pukl     | desconegut |

En la sèrie més lenta Cregan s'imposa amb relativa facilitat.

### Final
| Posició | Atleta        | Temps      |
| ------- | ------------- | ---------- |
| 1       | Alfred Tysoe  | 2' 01,2"   |
| 2       | John Cregan   | 2' 03,0"   |
| 3       | David Hall    | desconegut |
| 4       | Henri Deloge  | desconegut |
| 5       | Zoltán Speidl | desconegut |
| 6       | John Bray     | desconegut |

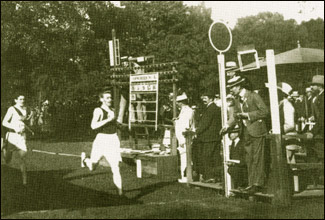
Alfred Tysoe creuant la línia d'arribada a la final

Deloge és el primer a liderar la cursa, però serà superat abans de l'arribada per Tysoe i Cregan. Hall, que havia fet el rècord olímpic a les sèries, recupera des del darrere i arriba just a temps per superar Deloge i finalitzar tercer, però no podrà atrapar els dos primers classificats.